# Cycle des marchands d'armes
Le cycle des marchands d'armes est constitué de deux romans de science-fiction écrits par l'auteur canadien A. E. van Vogt :
- Les Armureries d'Isher, publié en 1951 ;
- Les Fabricants d'armes, dont l'action est postérieure à celle du premier roman, mais publié en 1943.

## Résumé
Dans un lointain futur, toutes les planètes habitées du système solaire appartiennent à l'Empire d'Isher, lequel est dirigé par l'intransigeante impératrice Innelda Isher. La seule force d'opposition à celle-ci sont les invincibles armuriers d'Isher, lesquels vendent des armes spéciales (uniquement défensives) aux citoyens ordinaires.
Ces armuriers représentent une forme d'esprit libertaire qui refuse de se soumettre complètement au contrôle gouvernemental. L'incidence des combats entre le gouvernement et les armuriers, bien qu'esquissée, n'est pas beaucoup explorée. L'auteur indique à plusieurs reprises que les armuriers possèdent une avance technologique indéniable, tout comme ils empêchent le gouvernement central de prendre trop de pouvoir. Cependant, van Vogt n'explique pas clairement pourquoi ceux-ci ne prennent pas le pouvoir, mais il est peut-être au courant de la citation : « Le pouvoir corrompt, le pouvoir absolu corrompt absolument. »
La corruption qui règne dans l'Empire d'Isher, rappelant celle de la Rome antique, est intéressante à explorer. Par exemple, les citoyens peuvent fréquenter les maisons du plaisir, sortes de maisons closes futuristes. Par contre, une fréquentation trop assidue de celles-ci peut altérer de façon sensible sa personnalité. Bien qu'au courant de ces lieux de débauche, les forces de l'ordre n'interviennent pas pour les fermer, du moment que les « participants » survivent à leurs expériences.
L'auteur aime bien mettre en jeu des surhommes dans ses ouvrages, mais cette histoire décrit plusieurs individus, normaux, au caractère bien trempé. Par exemple, Lucy Rall est une jeune femme émancipée qui vaque à ses occupations, tout en travaillant pour les armuriers, alors qu'un technicien atomiste, Farah Clark, fait un cheminement personnel qui passe de la certitude la plus totale à une incertitude sans fond, pour finalement prendre une approche moins certaine de la vie, mais tout aussi naïve.

## Implications
On pourrait croire que van Vogt laisse peu de doute à propos du port d'arme avec des phrases telles que « Les larmes lui vinrent aux yeux quand il pensa à la devise “Être armé, c'est être libre”. » Elle est plutôt le résultat d'une technique d'écriture qu'il utilise depuis longtemps : chaque phrase doit contenir de l'émotion, sinon le lecteur perd l'intérêt.
Le roman les Fabricants d'armes est chronologiquement situé après les Armureries d'Isher, bien que van Vogt les ait écrits dans l'ordre inverse. Malgré cela, il se dégage une impression de continuité de ces deux romans. Il a pu accomplir ce petit miracle en utilisant sa technique de la mosaïque.
Ce cycle aborde plusieurs thèmes chers à la science-fiction : l'immortalité, le voyage dans le temps, un monde totalitaire (ou presque), des produits de consommation inconnus (de nous, évidemment), la téléportation, le voyage spatial, les casse-croûtes automatiques et la colonisation des planètes, en juste deux romans !

## Hommage
- Dans Delirius, Philippe Druillet fait visiter à Lone Sloane une planète consacrée au plaisir et au vice, où le gouvernement recommande d'être armé. Dès l'astroport apparaissent des publicités pour les armes "Isher".